# Andreas Güldner
Andreas Güldner (* 28. März 1986 in Nürnberg) ist ein deutscher Freitaucher und Minentaucher bei den Spezialisierten Einsatzkräfte Marine.

## Leben
Andreas Güldner begann mit dem Freitauchen im Juli 1999 unter dem ehemaligen Tauchbasenleiter Oliver El-Daly. Zu diesem Zeitpunkt war Güldner der jüngste auf Wettkämpfen vertretene Freitaucher der Welt. In den darauf folgenden Jahren konzentrierte er sich hauptsächlich auf das Training im Hallenbad.
Dies änderte sich im Juli 2005, als er nach Dahab zum Roten Meer reiste und dort binnen kurzer Zeit in große Tiefen vorstieß. Wenige Monate später kehrte er zum Blue Hole zurück, um für seinen ersten Tieftauchrekord zu trainieren. Am 5. November 2005 stellte er den ersten deutschen Tieftauchrekord ohne Flossen mit einer Tiefe von 70 m auf. Um sich auf das Freitauchen konzentrieren zu können, zog er erneut nach Dahab.
Am 11. Juni 2006 gelang ihm als erstem Deutschen, das Arch, einen 28 m langen Tunnel in 56 m Tiefe im Blue Hole, mit nur einem Atemzug zu durchtauchen.
Im Dezember 2006 war er im deutschen Freitauch-Nationalteam vertreten, um bei der Weltmeisterschaft in Hurghada zu tauchen.
Am 9. August 2008 gelang es ihm, den vier Jahre stehenden Tieftauchrekord in der Disziplin „Constant Weight with Fins“ auf 71 Meter Tiefe zu verbessern. Genau ein Jahr später, am 9. August 2009, verbesserte er den Rekord um einen Meter auf 72 Meter Tiefe. Der Versuch fand ebenfalls in Dahab statt. Im Rahmen dieses Rekordversuchs wurden Spenden für die Sankt-Barbara-Stiftung gesammelt. Diese Stiftung unterstützt Minenopfer auf der ganzen Welt.
Güldner kam im Juli 2006 zur Deutschen Marine, absolvierte im Dezember 2007 die Minentaucher-Ausbildung und im Mai 2012 die Ausbildung zum Kampfmittelbeseitigungsfeldwebel.
Am 20. Juli 2012 gelang es Güldner, den 13 Jahre lang bestehenden deutschen Rekord in der Disziplin „No Limit“ mit einem 110-m-Tauchgang zu brechen.
In der antiken Disziplin Skandalopetra gelang es Güldner am 26. Juni 2014 am Tauchspot Panorama Riff in der Nähe von Safaga (Ägypten) auf eine Tiefe von 112 m vorzudringen. Bei dieser Disziplin des Freitauchens taucht der Taucher nur mit der Hilfe eines Steins ab. An dem Stein ist ein Seil befestigt, welches durch die Oberflächencrew, nach erreichen der Maximaltiefe, rein durch Körperkraft wieder an die Oberfläche gezogen wird.
Des Weiteren sind bei dieser Disziplin keine Flossen und kein Neoprenanzug erlaubt.